# Zollamtssteg

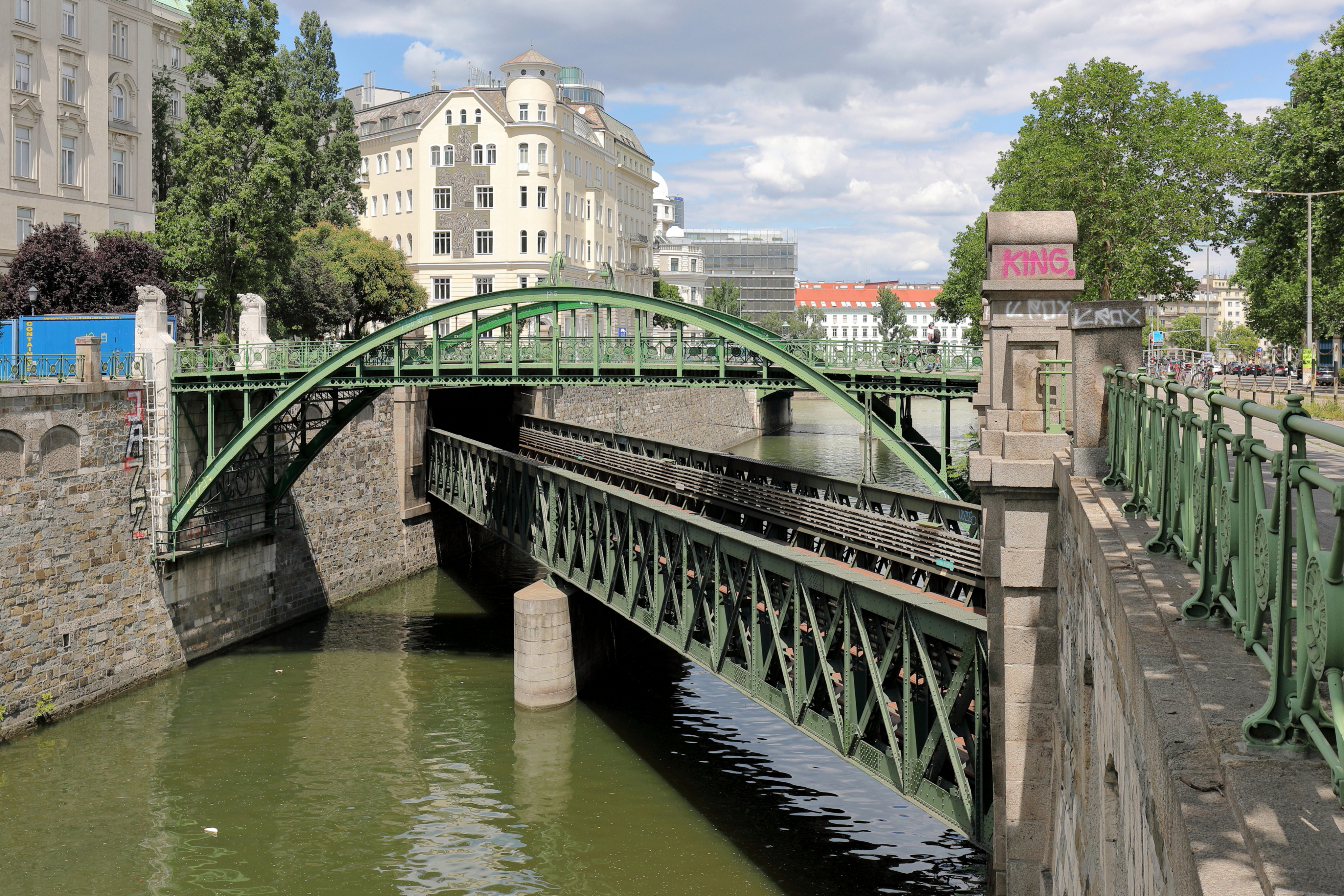
Der Zollamtssteg und die darunter liegende Zollamtsbrücke über den Wienfluss, die Absturzsicherung erfolgt durch die typischen Stadtbahngeländer

Der Zollamtssteg – eine Brücke für Fußgänger und Radfahrer – überquert den Wienfluss in Wien kurz vor seiner Mündung in den Donaukanal und verbindet die Bezirke Landstraße und Innere Stadt.

## Lage
Der Steg verbindet die Schallautzerstraße an der Hinterseite des ehemaligen Kriegsministeriums (der Steg läuft auf das Gebäude mittig zu) im 1. Bezirk mit der Vorderen Zollamtsstraße im 3. Bezirk, wo sich das Wiener Hauptzollamt befunden hat. Direkt unterhalb des Stegs quert die U-Bahn-Linie U4 auf der Zollamtsbrücke den Wienfluss, sie entstand zeitgleich mit dem Zollamtssteg und diente ursprünglich der Wiener Dampfstadtbahn beziehungsweise ab 1925 der Wiener Elektrischen Stadtbahn.

## Geschichte

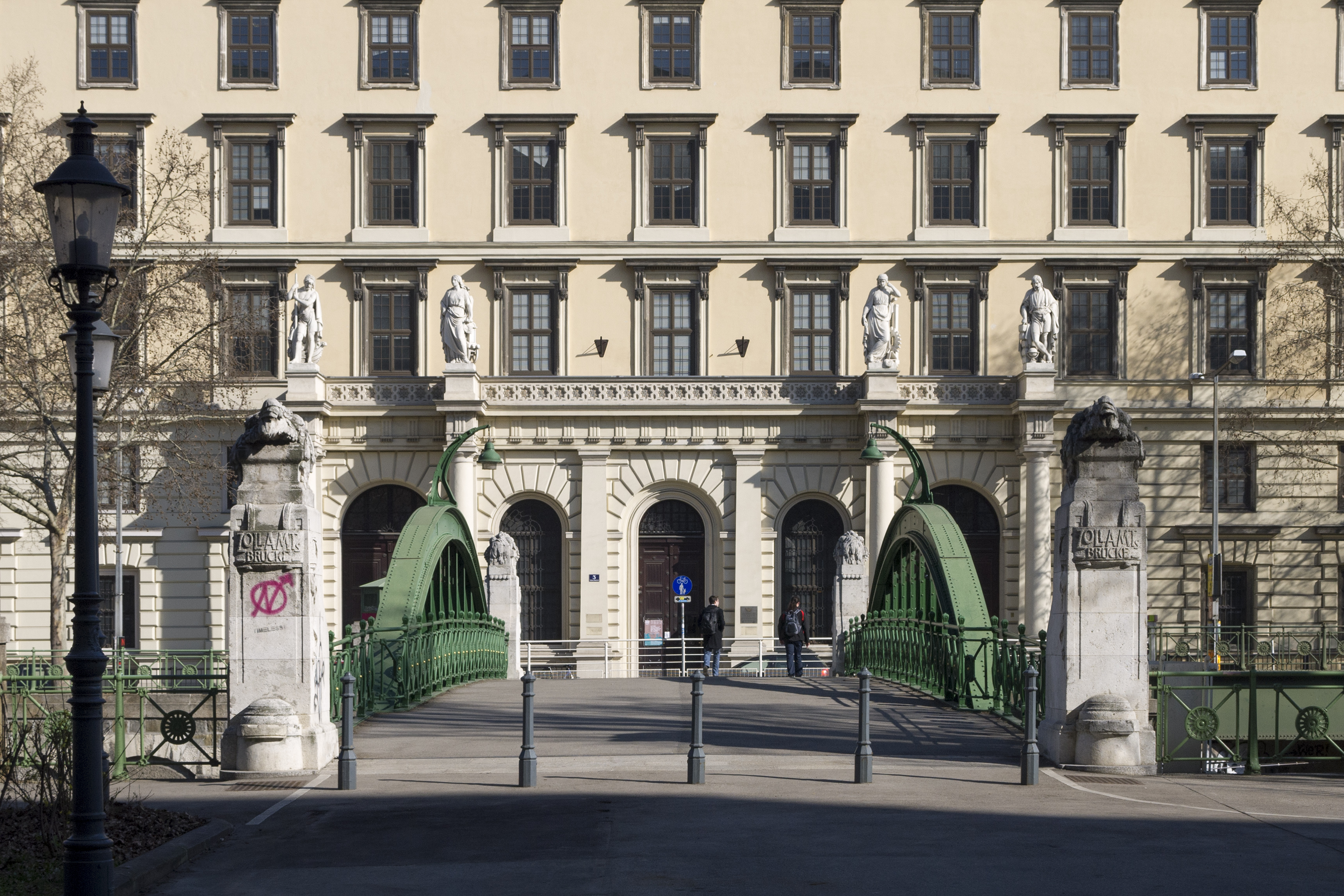
Zollamtssteg, Blick Richtung Vordere Zollamtsstraße

Bereits seit 1868 befand sich an dieser Stelle ein hölzerner Steg. Im Zuge der Regulierung des Wienflusses und des Baus der Stadtbahn wurde hier im Jahr 1900 von Martin Paul der stählerne Steg konstruiert. Die architektonische Ausgestaltung stammt von Josef Hackhofer und Friedrich Ohmann, für die Stahlbauarbeiten war Anton Biró zuständig. Zur gleichen Zeit wurde nach Entwürfen von Otto Wagner die quer darunter liegende Zollamtsbrücke für die damalige Stadtbahn errichtet. Die beiden Brückenbauwerke wurden nach dem Wiener Hauptzollamt benannt, das der Steg mit der Innenstadt verband. Das Hauptzollamt wurde im Zweiten Weltkrieg fast völlig zerstört und danach abgerissen.
Von Juli bis Dezember 2008 wurde der denkmalgeschützte Zollamtssteg im Auftrag der Magistratsabteilung 29 (Wiener Brückenbau und Grundbau) saniert. Ein Asphaltbelag ersetzt nun die Holzbohlen, außerdem erhielt die Brücke anstelle der bisherigen Treppen einen barrierefreien, ebenen Zugang über Rampen.
Der Bogen der Bogenbrücke reicht weit unter das Niveau des Gehwegs, so dass für die U-Bahn, die in schräger Richtung – von beiden Seiten aus einem Tunnel kommend – den Wienfluss quert, der Eindruck einer Tordurchfahrt entsteht.
Der Zollamtssteg diente dem Kinofilm Before Sunrise von Richard Linklater sowie der Folge Drohbriefe der Kriminal-Fernsehserie Kottan ermittelt als einer der Schauplätze.